# Johnny Thunder
Johnny Thunder est un personnage de comics créé par John B. Wentworth au scénario et Stan Asch au dessin. Il apparaît dans le premier numéro du comic book Flash Comics publié en janvier 1940 par DC Comics.

## Publication
Johnny Thunder apparaît dans le premier numéro de Flash comics comme supplément aux séries plus sérieuses. En effet le personnage principal est présenté comme ridicule et les histoires visent plus à faire sourire qu'à donner le frisson. Il est continuellement publié dans les pages de ce comic book jusqu'en 1948, date à laquelle il est remplacé par Black Canary. Le personnage apparaît aussi dans le troisième numéro de All Star Comics dans lequel est créée la première équipe de super-héros, la société de justice d'Amérique. Il est intégré dans l'équipe dans le sixième numéro de la série. Il est plus tard remplacé par Black Canary en 1948. Le personnage réapparaît plus tard lorsque la ligue de justice d'Amérique rencontre la JSA et dans quelques comics.

## Biographie fictive
Johnny Thunder est un jeune américain né le septième jour du septième mois d'une année se terminant par un sept (1917) à sept heures du matin. Pour cette raison, il est capturé par une secte qui pense l'utiliser pour dominer le monde. Il hérite d'un éclair vivant capable d'accomplir les vœux de Johnny en une heure ce qui lui permet d'éliminer la menace de la secte et de combattre le crime.